# ビバ☆テイルズ オブ
『ビバ☆テイルズ オブ』は、『テイルズ オブ』シリーズの予約特典DVDに収録されているコーナー、及びBS11デジタルで毎週、TOKYO MXで単発放送されたトークコーナーである。

## 特典DVD版
テイルズ オブ シンフォニアの登場キャラクター、ゼロス・ワイルダー（声：小野坂昌也）とテイルズ オブ ジ アビスの登場キャラクター、ジェイド・カーティス（声：子安武人）が司会のトーク番組風の形式のチャットドラマ。PSP版『ファンタジア』、PS2版『デスティニー』、『レディアント マイソロジー』、PSP版『デスティニー2』などの各作品に同梱された予約特典DVDにそれぞれ異なる内容のものが収録されており、各作品の特典DVDごとに各作品のキャラクターがゲストという形で登場する。
アップルグミ篇
PSP版『ファンタジア』の特典DVD『ドラマチックDVD アップルグミ篇』に収録されたもの。パーティメンバー全員（クレス、ミント、チェスター、アーチェ、クラース、すず）がゲストとして登場し、「伝説はここから始まった」と題して『ファンタジア』の内容やシステムを振り返る。
ゲスト/草尾毅・岩男潤子・伊藤健太郎・かないみか・井上和彦・川田妙子
オレンジグミ篇
PS2版『デスティニー』の特典DVD『ドラマチックDVD オレンジグミ篇』に収録されたもの。パーティメンバーからスタン、ルーティ、リオン、コングマンの4名が登場し、主にルーティを中心に「お金」をテーマに内容が進行する。
ゲスト/関智一・今井由香・緑川光・玄田哲章
レモングミ篇
『レディアント マイソロジー』の特典DVD『ドラマチックDVD レモングミ篇』に収録されたもの。リッド、ロイド、ヴェイグ、セネル、ルークの5名がゲストとして登場し、「夢の番外編」と題して各キャラクターがテイルズを題材にした様々なゲームを考案する。
ゲスト/石田彰・小西克幸・檜山修之・鈴村健一・鈴木千尋
ピーチグミ篇
PSP版『デスティニー2』の特典DVD『ドラマチックDVD ピーチグミ篇』に収録されたもの。パーティメンバーからカイル、リアラ、ジューダスの3名と、敵キャラクターのバルバトスが登場し、「英雄の条件」をテーマに内容が進行する。
ゲスト/福山潤・柚木涼香・緑川光・若本規夫
ゴールデンビクトリー篇
『レディアントマイソロジー2』の特典DVD『ドラマチックDVD ゴールデングミ篇』に収録されたもの。実は上記ピーチグミ篇から約2年ぶりのコンビを組んでの仕事であるとゼロス（小野坂）とジェイド（子安）は語っている。今回はアシスタントにカノンノ・イアハート（声：伊藤かな恵）を置き、ゲストとしてメルディ、チェルシー、ナタリア、カロルとラピードが登場する。
今回のテーマは（ジェイド曰く）「『レディアントマイソロジー2』に参戦できなかった、かわいそうな方々」と題して内容が進行する。その際、ゼロスから「レディアントマイソロジー3の出場権を得るためのアピールチャンス」を設けられた（ソフトの容量の問題により新規参加者枠は1名限定）。一名限定と言うのはあくまでネタであるので、テイルズ オブ ザ ワールド レディアント マイソロジー3には現在チェルシー、メルディ、ナタリアの参戦が決まっている。
ゲスト/南央美・渡辺菜生子・根谷美智子・渡辺久美子・石井真

## BS11デジタル版
2008年7月4日から2008年10月24日に放送された『シンフォニア THE ANIMATION』・『エターニア THE ANIMATION』内のCM枠で放送。Vol.3までは、前編・後編の2回に分けて放送されていた。声優が実写で登場するほか、DVD版で司会を務めたゼロスを演じる小野坂昌也が司会をしている点やコーナー名以外は、前述のDVD版と関係がない。DVD『テイルズ オブ フェスティバル2008』に収録されている。
シリーズ各作品に出演する声優を招いてのトークや、作品の宣伝を行うといった内容である。Vol.3からは、ゲストは2回につき1人の間隔での出演となっている（小野坂によれば、2本録りとのことである）。Vol.11からは、マスコットキャラクターとして「ビバ☆君」（パペット）が登場している。ビバ☆君の中の人はCSカンパニー CSプロモーション部マネージャーの田中快である。（2008年10月11日放送 TOKYO MX「Side-BN.TV」より）
| 回数       | ゲスト     | 出演作品                        | 役名                                          |
| ---------- | ---------- | ------------------------------- | --------------------------------------------- |
| Vol.1      | なし       | -                               | -                                             |
| Vol.2      | 下野紘     | シンフォニア -ラタトスクの騎士- | エミル・キャスタニエ                          |
| Vol.3・4   | 鈴木千尋   | アビス                          | ルーク・フォン・ファブレ                      |
| Vol.5・6   | 鳥海浩輔   | ヴェスペリア                    | ユーリ・ローウェル                            |
| Vol.7・8   | 中原麻衣   | ヴェスペリア                    | エステル/エステリーゼ・シデス・ヒュラッセイン |
| Vol.9・10  | 関智一     | デスティニー                    | スタン・エルロン                              |
| Vol.11・12 | 小西克幸   | シンフォニア                    | ロイド・アーヴィング                          |
| Vol.13・14 | 岡村明美   | シンフォニア                    | 藤林しいな                                    |
| Vol.15     | 木村亜希子 | イノセンス                      | ルカ・ミルダ                                  |
| Vol.16     | 伊藤かな恵 | レディアント マイソロジー2      | カノンノ・イアハート                          |
| Vol.17     | なし       | -                               | -                                             |

## TOKYO MX版
『ビバ☆テイルズ オブ MXスペシャル』のタイトルで、同局で10月から放送される『アビス』の放送開始記念番組として放送。BS11デジタル版Vol.2からVol.12までの総集編と、小野坂昌也が出演するオリジナル番宣CMが放送された。
| 放送地域 | 放送局   | 放送日        | 放送時間                 | 放送系列  |
| -------- | -------- | ------------- | ------------------------ | --------- |
| 東京都   | TOKYO MX | 2008年9月26日 | 金曜 21時00分 - 21時30分 | 独立UHF局 |